# بیلی داون
بیلی داون (انگلیسی: Billy Down؛ ۲۲ ژانویه ۱۸۹۸ – april quarter 1977 (aged 77)) بازیکن فوتبال اهل بریتانیا بود.
از باشگاه‌هایی که در آن بازی کرده‌است می‌توان به باشگاه فوتبال دونکستر راورز، باشگاه فوتبال لیدز یونایتد، باشگاه فوتبال برنلی، و باشگاه فوتبال تورکی یونایتد اشاره کرد.